# Jean Adhémar
Jean Adhémar (* 18. März 1908; † 30. Juni 1987) war ein französischer Kunsthistoriker, Archivar, Spezialist für Druckgraphik und Hochschullehrer.

## Biographie
Jean Adhémar war Sohn eines aus der Provence stammenden Juristen. 1928 trat er in die École nationale des Chartes ein, wo er Schüler von Marcel Aubert wurde. Adhémar schloss sein Studium als Archivar dort 1932 ab. Er wechselte im Anschluss an die Sorbonne, wo er im Jahr 1938 bei Henri Focillon zum docteur ès-lettres promoviert wurde mit der Arbeit Lithographies de paysage en France à l’époque romantique.
Seine Arbeit L’antiquité classique dans l’art du Moyen Âge français wurde später in der Reihe des Warburg Institute unter dem Titel Influences antiques dans l’art du Moyen-Âge français: recherches sur les sources et les thèmes d’inspiration veröffentlicht. Die Verbindung  zu Fritz Saxl ging mit Adhémars Stelle in der Bibliothèque nationale de France einher, wo er ab 1932 in der Abteilung für Kupferstiche und Fotografien, vermittelt durch den damaligen Direktor Julien Cain (1887–1974), arbeitete.
1935 organisierte er eine Ausstellung zu den Drucken von Francisco Goya. Ab 1956 war Adhémar Herausgeber der Gazette des Beaux-Arts, ernannt von George Wildenstein. Er erweiterte den Gegenstandsbereich der Gazette mit Blick auf Sammlungsgeschichte und Karikaturen des 19. Jahrhunderts. Von 1961 bis 1977 war Adhémar Direktor des Kupferstichkabinetts der BNF.
Mit Jean Seznec gab er zwischen 1957 und 1966 in vier Bänden die edierten Salonkritiken Diderots heraus. Adhémar gründete die Zeitschrift Nouvelles de l’estampe und war Herausgeber der Zeitschrift Terres d’images. Er unterrichtete an der Freien Universität in Brüssel, an der École du Louvre und in Harvard. Adhémar ist Autor zahlreicher Schriften, außerdem verfasste er Vorworte zu Neuausgaben von literarischen Werken.
Seine Frau Hélène Adhémar war ebenfalls Kunsthistorikerin.

## Schriften
- mit Linzeler, Andé: Inventaire du fonds français / 1: Androuet du Cerceau – Leu, Paris, Le Garrec [u. a.], 1932
- Kat. Ausst. Goya: Exposition de l’oeuvre gravé, de peintures, de tapisseries, et de 110 dessins du Musée du Prado. Paris, 1935
- mit Linzeler, Andé: Inventaire du fonds français / 2: Levert – Woeiriot. Anonymes. Supplément. Paris, Le Garrec [u. a.], 1938 (Online zugänglich)

- Influences antiques dans l’art du Moyen Âge français : recherches sur les sources et les thèmes d’inspiration, « Studies of the Warburg Institute 7 », London: Warburg Institute, 1939
- Les Graveurs français de la Renaissance, Paris: Alpina, 1946 (Encyclopedie Alpina illustrée)
  - Neuauflage: Influences antiques dans l’art du moyen-âge français. Paris: Éditions du Comité des Travaux Historiques et Scientifiques, 1996
- Lithographies de paysages en France à l’époque romantique, In: Revue de l’art français ancien et moderne, 1935–1937, Band 19, S. 189–364. (Online zugänglich)
- Watteau, sa vie, son œuvre, Paris, 1950
- Kat. Ausst. La gravure en France au XVIème siècle, Paris, Bibliothèque nationale, 1957 (Online zugänglich)
- mit Seznec, Jean: Denis Diderot, Salons, 4 Bände., Oxford: Clarendon Press, 1957–1966
- La gravure originale au XVIIIe siècle, Paris: A. Somogy, 1963
  - Englische Ausgabe: Graphic Art of the 18th Century, New York: McGraw-Hill, 1964
- Toulouse-Lautrec: lithographies, pointes sèches, œuvre complet, Paris: Arts et métiers graphiques, 1965.
  - Englische Ausgabe: Toulouse-Lautrec: His Complete Lithographs and Drypoints, New York: H. N. Abrams, 1965
- Gravure originale au XXe siècle, Paris: A. Somogy, 1967.
  - Englische Ausgabe: Twentieth-century Graphics, New York: Praeger, 1971
- Imagerie populaire française, Milan: Electa, 1968
- Chronologie impressionniste: 1863–1905, Paris: Éd. de la Réunion des Musées Nationaux, 1981
- « In Praise of Lithography », Lithography: 200 Years of Art, History & Technique, New York: H. N. Abrams, 1983